# Iglesia Slettebakken
Iglesia Slettebakken (en noruego: Slettebakken kirke) es una iglesia parroquial situada en el barrio de Slettebakken, municipio de Bergen, condado de Hordaland. La iglesia es parte  de la parroquia de Slettebakken, perteneciente a la diócesis de Bjørgvin.  El edificio de gran tamaño de hormigón es de estilo moderno y fue un trabajo del arquitecto Tore Sveram en 1970.  El órgano, de la compañía J. H. Jørgensen, tiene 16 voces. La iglesia, en la que se pueden acomodar hasta 600 feligreses, se consagró el 20 de diciembre de 1970.  
La iglesia es uno de los emblemas de la ciudad por su particular tejado curvo.

## Galería de imágenes

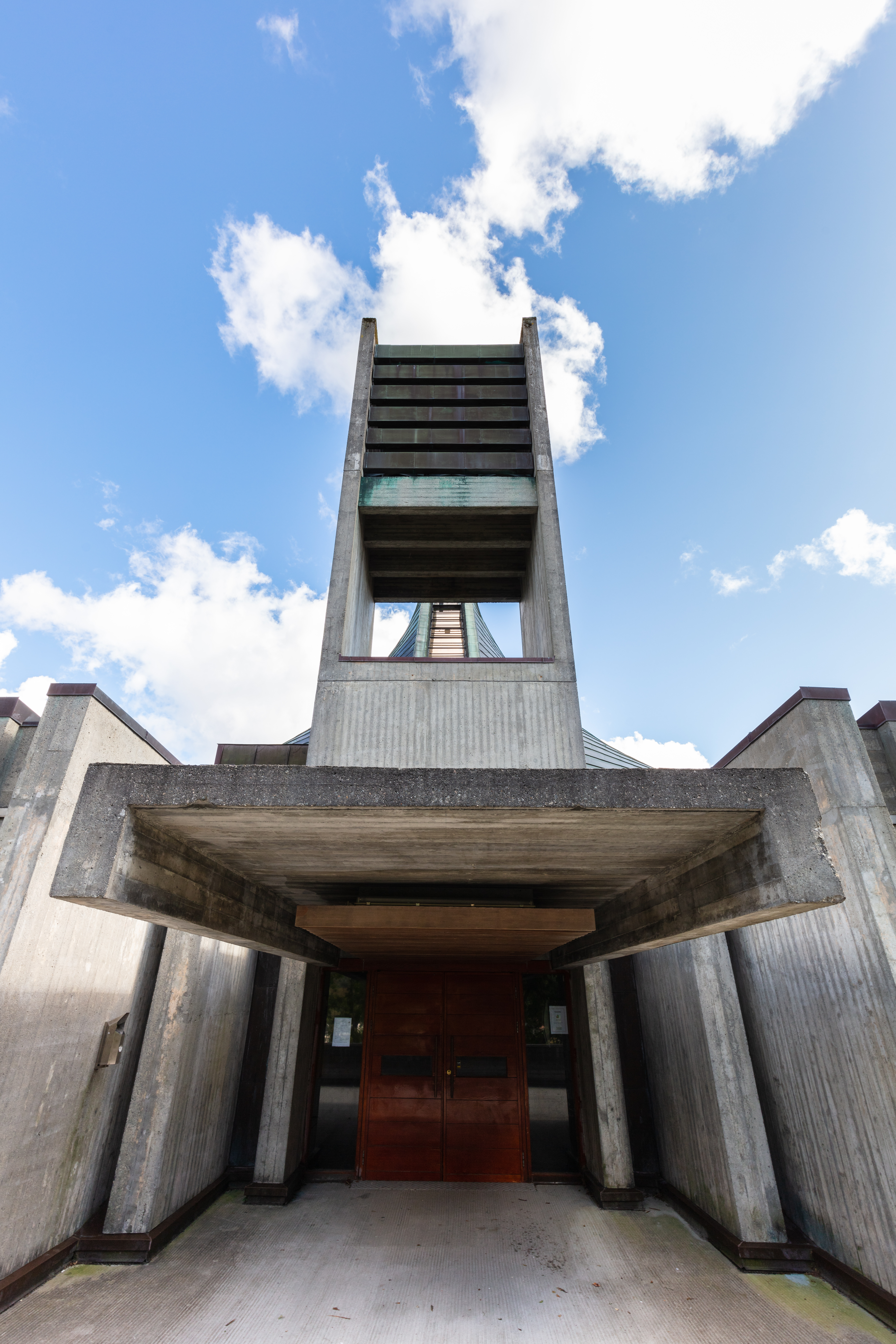
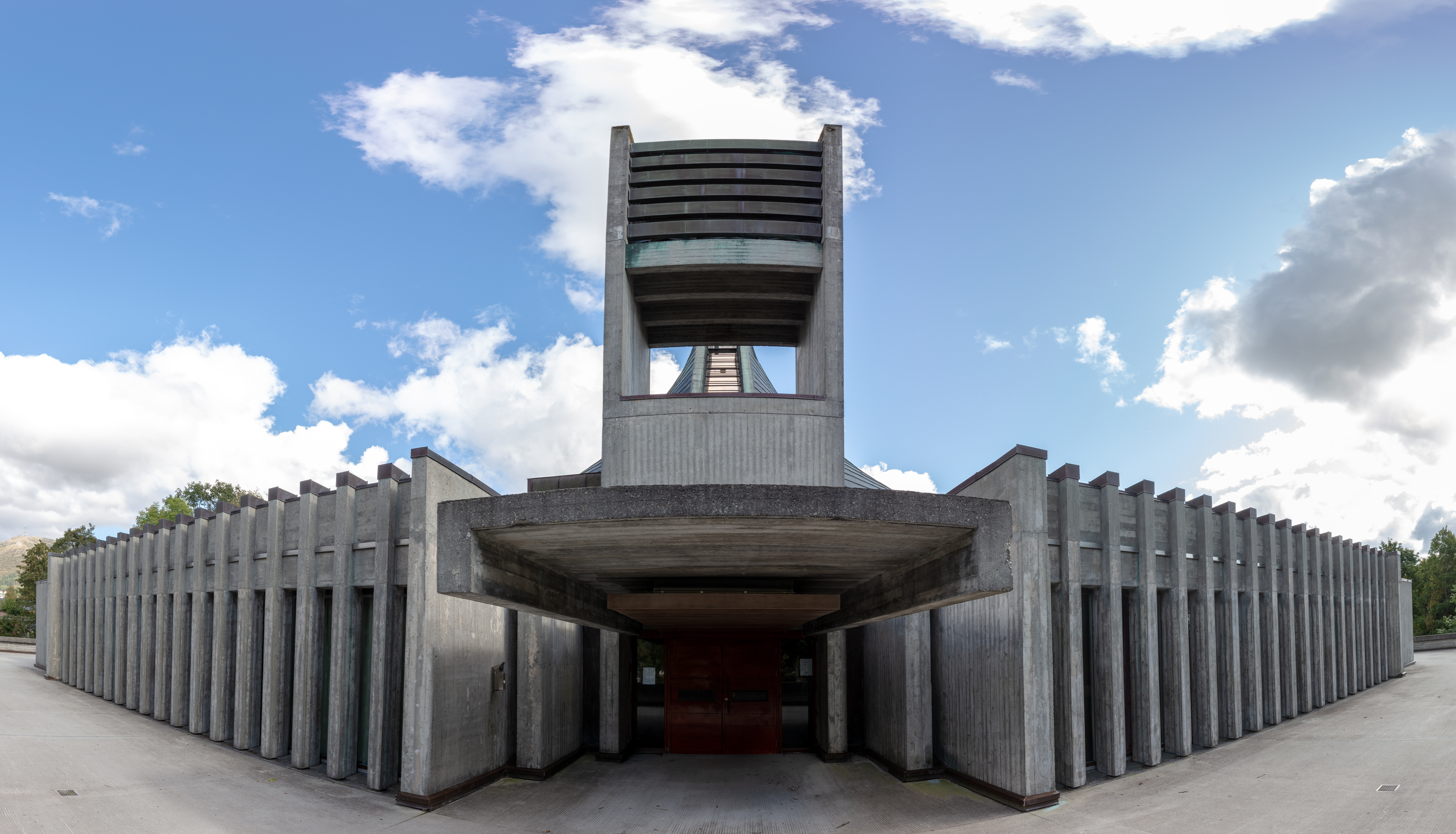
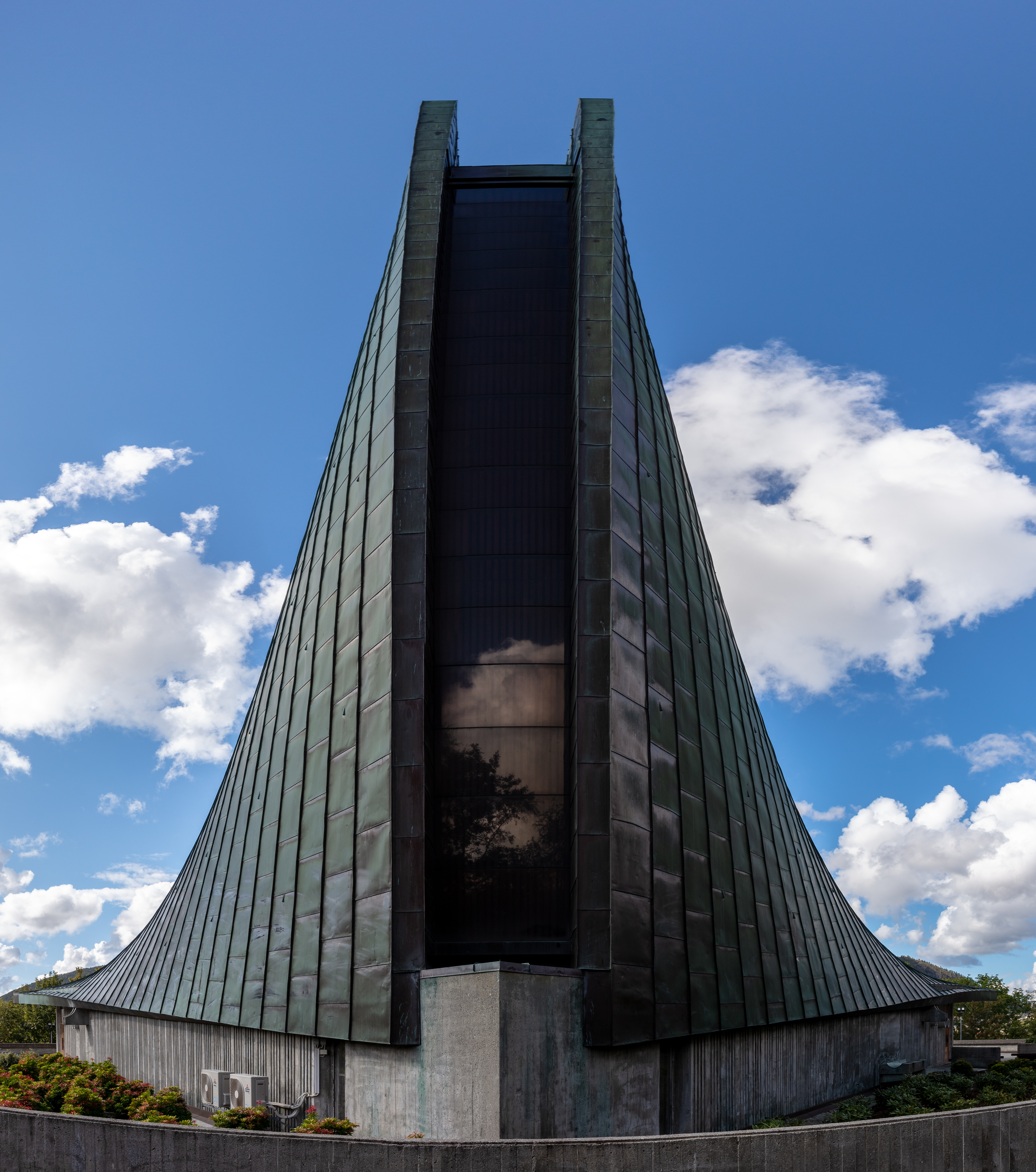